# Otto Hofer-Bach
Otto Hofer-Bach (* 16. Februar 1897 in Oberndorf am Neckar; † 2. Oktober 1970 in Stuttgart) war ein deutscher Maler und Grafiker.

## Leben und Werk
Otto Hofer-Bach studierte von 1915 bis 1916 und von 1919 bis 1925 an der Kunstakademie Stuttgart bei Robert von Haug, Christian Landenberger und Heinrich Altherr.
1919 ließ er sich in Stuttgart nieder. Von 1925 bis 1926 unternahm er eine Studienreise nach Italien. Von 1927 bis 1928 hielt er sich studienhalber in Paris auf. Zwischen 1930 und 1932 war er in Dresden und München tätig.  
In der Zeit des Nationalsozialismus war Hofer-Bach obligatorisch Mitglied der Reichskammer der bildenden Künste. Ausstellungen sind aber nur bis 1935 belegt.
Otto Hofer-Bach hinterließ zahlreiche Wandgestaltungen im Großraum Stuttgart.

## Ausstellungsteilnahmen (Auszüge)
- 1923: Stuttgarter Sezession (Stillleben, nach Presseartikeln recherchiert).
- 1924: Stuttgarter Sezession (Frühlingslandschaft, Porträt Herr W. M.).
- 1926: Stuttgarter Sezession (Flusslandschaft, An der Riviera, Felsige Küste, Am Lido und viele andere).
- 1928: Stuttgarter Sezession (Gebirgstal, Catalanisches Städtchen, Küstenlandschaft).
- 1929: Stuttgarter Sezession (Neapel).
- 1932: Stuttgarter Sezession (Junges Paar, Bildnis meiner Gefährtin).
- 1931, 1932: Juryfreie Künstlervereinigung Stuttgart.

- 1934: München, Neue Pinakothek („Süddeutsche Kunst in München“)
- 1935: Berlin („Württembergische Künstler“; Ausstellung des Vereins Berliner Künstler)